# Juan Cobos Wilkins
Juan Cobos Rincón (Minas de Riotinto, 1957), conocido literariamente como Juan Cobos Wilkins, es un poeta y escritor español.

## Biografía
Nació en 1957 en el municipio onubense de Minas de Riotinto. Cobos Rincón se licenció en Ciencias de la Información por la Universidad Complutense de Madrid. En 1987, como director de la Casa-Museo Juan Ramón Jiménez de Moguer, participó en la creación de la Fundación Juan Ramón Jiménez, siendo su primer Director Gerente. En 1995, para dedicarse plenamente a la literatura, dejó ambos cargos cambiando su residencia a Madrid. Es crítico de El País, en su suplemento cultural Babelia, y de la revista Turia. Además dirige la revista de literatura y arte Con Dados de Niebla, y la Colección de poesía Juan Ramón Jiménez. Fue corresponsal en Andalucía de la revista El Público y escribió guiones radiofónicos para programas de la Cadena Ser y Radio Nacional de España, como El loco de la colina.
Ha publicado poesía, teatro y prosa, ha sido traducido a diversos idiomas y ha sido incluido en numerosas antologías y estudios de literatura española contemporánea. En 2006 prestó su voz para narrar los hechos del «año de los tiros» en el radiodocumental Ríotinto, la memoria de las entrañas de la tierra, del periodista Juan Carlos León Brázquez, a quien se le otorgó por ello el Premio Andalucía de Periodismo. En el año 2007 el director onubense Antonio Cuadri adaptó para el cine su obra El corazón de la tierra. Ese mismo año fue nombrado hijo predilecto de su localidad natal.

## Escritos
La mayor parte de su trayectoria literaria la ha dedicado a la producción poética, si bien su obra publicada recoge una gran variedad de géneros literarios:

### Poesía
- El jardín mojado. Sevilla: Dendrónoma, 1981.
- Espejo de príncipes rebeldes. Málaga: Diputación Provincial, 1989
- Diario de un poeta Tartesso. Huelva: Diputación Provincial, 1990
- El suicidio como una de las bellas artes. Málaga: Rafael Inglada, 1990. Reeditado en Sevilla : Padilla Libros, 2001, en la serie "El sobre hilado"
- La imaginación pervertida. Barcelona: Icaria, 1992
- Las hojas del encantamiento. Ponferrada: Ayuntamiento, 1993. Cuadernos del Valle del Silencio
- Monólogo de una niña con muñeca. Huelva: Diputación Provincial, 1995
- Llama de clausura. Madrid: Visor Libros, 1997
- Escritura o paraíso. Madrid: Calambur, 1998
- A un dios desconocido: (poemas 1981-1999). Huelva: La voz de Huelva, 1999
- Biografía impura. Sevilla: Fundación José Manuel Lara, Vandalia de Poesía, 2009.
- Para qué la poesía. Madrid: Plaza & Janés. XVI premio de poesía Ciudad de Torrevieja 2011.
- El mundo se derrumba y tú escribes poemas. Sevilla: Fundación José Manuel Lara, Vandalia de Poesía, 2016.
- Donde los ángeles se suicidan. Sevilla: Ediciones de la Isla de Siltolá, 2018.
- Matar Poetas Sevilla: Fundación José Manuel Lara, Vandalia de Poesía, 2019.
- Los no amados Madrid: Bartleby, 2023.

### Prosa
- Escrito en Irene. Córdoba: Impr. San Pablo, 1985. Cuadernos de Albenda, 2 (relatos).
- Luchino Visconti pasea por Riotinto. Gibraleón: Las Ediciones de Olont, 1988 (relato).
- Los dioses extranjeros: guion literario de la película. Huelva: CECA, 1989 (guion cinematográfico).
- Último tren a la luna. Huelva: Delegación Provincial de Cultura, Diputación Provincial, 2000 (relato).
- El corazón de la tierra. Barcelona: Plaza & Janés, 2001. (Editada también por Mondadori en Debolsillo, 2002 y 2003). Una novela con atmósfera poética que refleja la relación de las personas con las fuerzas telúricas.
- Mientras tuvimos alas. Barcelona: Plaza & Janés, 2003 (novela).
- Sombras del cielo. Granada: Ideal, 2003 (novela).
- Siete parejas y un solitario. Madrid: Plaza & Janés, 2005. Reúne una selección de relatos escritos por el autor en los últimos veinticinco años, de 1980 a 2004, abarcando temas y registros literarios muy diferentes.
- La Huelva Británica. Sevilla: Fundación José Manuel Lara, 2005. Colección: “Ciudades andaluzas en la historia” en Andalucía Abierta.
- El mar invisible. Barcelona: Plaza & Janés, 2007.[3]
- La soledad del azar. Córdoba: Editorial Almuzara, 2011 (relatos).
- Pan y cielo. Sevilla: La Isla de Sistolá, 2015 (novela).

### Biografía
- Álbum de Federico García Lorca. Madrid: Alianza Editorial, 1998

## Premios
Traducido a varios idiomas, e incluido en numerosas antologías y estudios de literatura española contemporánea, ha sido galardonado con distintos premios:
- Instituto de Cinematografía y Artes Visuales (guiones cinematográficos)
- Premio "José María Morón" por su relato Luchino Visconti pasea por Riotinto, escrito en 1980
- Empezó su trayectoria laureada como poeta con el premio "Jaime Gil de Biedma" en su VII edición de 1997, concedido a su libro“Llama de clausura”, editado por Visor de Madrid
- Su obra "Escritura o paraíso" (1998) fue premiada con la Ayuda a la creación literaria, del Instituto de Estudios Turolenses
- Premio “Relatos cortos de la ciudad de Huelva” (2000), con “Último tren a la luna” que trata de los últimos días de Federico García Lorca
- El Ayuntamiento de Huelva le ha concedido la Medalla de las Artes de la ciudad (Medalla a las Letras en el año 2005).[4][5]
- Finalista Premio de Novela Ciudad de Torrevieja 2007 con "El mar invisible"